# Cucurulla del Mas d'en Just
La Cucurulla del Mas d'en Just és una muntanya de 597 metres que es troba al municipi de Vilaverd, a la comarca de la Conca de Barberà.